# Alaguir
Alaguir (en osset i en rus: Алаги́р), és una localitat d'Ossètia del Nord. Està situada a l'oest del riu Ardon, a 54 km a l'oest de la capital Vladikavkaz. L'any 2002 tenia 21.496 habitants. Va ser fundada l'any 1850 pel príncep Mikhail Vorontsov, namestnik del Caucas, prop d'una mina de plata i plom als voltants de la Gorja d'Alaguir. Inicialment fou una fortificació militar, esdevenint una localitat minera.